# Yamakawa (Fukuoka)
Yamakawa (jap. 山川町 Yamakawa-machi) war eine Stadt im Yamato-gun in der Präfektur Fukuoka in Japan.

## Geschichte
Am 29. Januar 2007 schloss sich Yamakawa mit den Städten Takata und Setaka zur Shi Miyama zusammen.